# Exotropia
L'exotròpia o estrabisme divergent és un tipus d’estrabisme no paralític; el qual es caracteritza per un defecte en dirigir la mirada cap a un objectiu fix, ja que només un dels dos ulls aconsegueix fixar. Tot i així, el moviment d’ambdós ulls és correcte (no hi ha parèsia dels músculs oculars extrínsecs). En concret, en l'estrabisme divergent existeix una pèrdua del paral·lelisme ocular degut a una desviació lateral de l'eix ocular (desviació cap enfora). Aquesta alteració és més freqüent en infants, tot i que també hi ha casos d’aparició en l'edat adulta.
És el contrari de l'esotropia i sol comportar una desviació de l'eix més severa que l'exofòria.

## Classificació
Les exotròpies es poden classificar de diferents maneres:
Segons el moment de instauració: 
- Congènita: alteració poc freqüent que es manifesta des del primer any de vida o durant els primers 6 mesos. Es tracta d’una desviació de gran magnitud i constant que interfereix el desenvolupament de la correcta visió binocular.
- Adquirida: que pot ser secundària a l'evolució d’una exofòria, secundària a alteracions sensorials com ambliopia profunda o amaurosi, alteracions funcionals (anisometropia important) o alteracions orgàniques (cataracta, lesions retinianes, disminució de l’agudesa visual etc.). També pot ser consecutiva a una cirurgia de estrabisme, que es pot donar de manera immediata després de l’operació o anys després.

Segons la seva persistència en el temps:  
- Exotròpia constant: desviació lateral d’un ull o d’ambdós ulls de manera alternada, que es manté constant en el temps, sense variabilitat. Generalment d’origen congènit, tot i que també pot aparèixer en l'edat adulta.
- Exotròpia intermitent: desviació lateral no constant d’un ull o d’ambdós ulls. Pot ser desencadenada per situacions de nerviosisme, cansament, malaltia, etc. com també en determinades distàncies de la mirada.

Segons la relació entre la magnitud de desviació de prop i lluny:  
- Bàsica o simple: la desviació és igual de lluny que de prop.

- Excés de divergència: la desviació és major de lluny que de prop.
- Insuficiència de convergència: la desviació és major de prop que de lluny.

## Etiologia
Existeixen diversos factors que poden influir en l’aparició d’una exotròpia:  
- Associació amb defectes refractius (necessitat de correcció òptica) o mala visió d’un ull: és el primer que s'ha d’estudiar, donat que una disminució de l'agudesa visual en un ull pot provocar que aquest, al no poder treballar de manera conjunta amb l’altre, tendeixi a desviar-se cap enfora. Aquest fenomen s'observa freqüentment en casos d’anisometropia, on l'error de refracció és diferent als dos ulls.
- Antecedents familiars d’estrabisme.
- Determinats trastorns genètics.
- Qualsevol estat de sobrecàrrega pel sistema nerviós central pot descompensar un estrabisme, com per exemple un quadre febril greu, una malaltia o inclús un estrès psíquic important pel pacient.

## Simptomatologia
La clínica varia segons el tipus d’exotròpia i l'edat de presentació:  
Infants
En els casos d’exotròpia intermitent, la majoria d’infants són asimptomàtics, tot i que en alguns casos pot haver fotofòbia. Aquesta es pot detectar quan l’infant es frega excessivament els ulls o els tanca davant d’exposició a llum brillant. Cal mencionar que durant el període que es produeix la desviació, es produeix una supressió de l’ull no fixador gràcies a mecanismes d’adaptació sensorial, de manera que s'inhibeixen les àrees de la retina d’aquest ull per tal d’evitar que es produeixi diplòpia i confusió. Quan els ulls es troben correctament alineats, l’ull desviat deixa de suprimir-se. Per tant, en aquests casos habitualment tampoc hi ha pèrdua de l'estereòpsia ni ambliopia. 
Per altra banda, en casos d’exotròpia constant, la supressió de l’ull afectat és ininterrompuda, fet que pot conduir a una pèrdua de l'estereòpsia i a una ambliopia, la conseqüència més greu de l'estrabisme. L’ambliopia es defineix com la disminució de l'agudesa visual (AV) d'un ull amb relació a l’altre (amb una diferència >40%) o d’ambdós ulls, sense causa orgànica que ho justifiqui i es produeix per un dèficit en el neurodesenvolupament de l'escorça visual; és a dir, al romandre tant de temps desviat, l’ull afectat s'acaba tornant hipofuncional (ull mandrós). Per tant, és fonamental fer un tractament precoç de l’ambliopia, que tingui una durada mínima de sis mesos i es faci preferiblement als 4-5 anys.
Adults
Tanmateix, quan l'exotròpia es presenta en l'edat adulta (o infants majors de 10 anys), el símptoma més important és la diplopia, donat no es produeixen els fenòmens de plasticitat compensadors que es donen en els casos pediàtrics. 
A més, també és comú la presència d’astenopia o fatiga visual, que pot anar acompanyada o no de símptomes inespecífics com visió borrosa, dolor als ulls o al seu voltant, llagrimeig i cefalea, entre d'altres, i la qual és poc pronunciada o inexistent en infants. 

## Diagnòstic
Per a poder dur a terme un diagnòstic correcte de l'exotròpia existeixen diferents proves i tests que s'han de passar als/a les pacients per a avaluar diferents aspectes: 
Agudesa visual
La capacitat per a distingir de forma nítida detalls a una distància i condicions determinades. Existeixen diferents proves d’avaluació de l’agudesa visual que poden classificar-se en funció de l'edat del/la pacient, ja que en pacients pediàtrics menors de 6 anys els problemes de comunicació que es poden donar entre metge-pacient fan que les característiques d’aquestes proves variïn respecte les mateixes en edat adulta.
Els mètodes més senzills són els tests de mirada preferencial, el test de Teller i el de Cardiff:
1. En el test de Teller s'utilitzen unes làmines amb ratlles blanques i negres sobre un fons gris que cada vegada es van fent més primes. Es van canviant les làmines i s'observen els moviments oculars del pacient per a veure si segueix o no les línies.
2. En el test de Cardiff es mostren diferents dibuixos al pacient cada vegada amb menor contrast i canviant de posició. Quan el pacient perd interès en el dibuix i deixa de mirar-lo, s'interpreta com que ja no es capaç de veure la imatge.

Aquests solen utilitzar-se en pacient entre 6 mesos i 2 anys i suposen la primera exploració en la primera visita oftalmològica. Cal tenir present que s'han de fer amb certa agilitat per a què el pacient no perdi interès per la prova i es precipiti un diagnòstic erroni.
A continuació, quan el/la pacient ja és una mica més gran (entre 2 i 4 anys) es pot passar a utilitzar el que s'anomenen optotips de dibuixos, com el test de Pigassou o el test d’Allen, on es van mostrant un seguit de dibuixos que van disminuint de mida, i es demana al/la pacient que expliqui el que veu.
Un nivell de complexitat als optotips de dibuixos són els optotips de lletres com el Test de la E de Snellen, el test de la C o dels cercles oberts. Aquest es basa en demanar al/la pacient que assenyali o digui cap a quin costat apunten les figures. El problema que té aquest és que en un 25% es pot endevinar per atzar (test de la E de Snellen). En casos de problemes de comunicació, es pot donar al/la pacient una làmina amb una E i demanar-li que la orienti segons ell/a la veu al mostrar-li.
S'ha de valorar l’agudesa visual en ambdós ulls de manera separada i s'ha de tenir en compte que la prova pot ser molt cansada pel pacient, de manera que potser la agudesa visual del segon ull serà pitjor i caldrà repetir la prova en un altre moment (com una altra visita) 
Mesurar l’angle de desviació
Un cop hem mesurat l’agudesa visual, el que ens interessa més de bones a primeres és caracteritzar aquest estrabisme, per tant hauríem de dur a terme proves de mesura de la desviació: 
- Per una banda tenim la prova de Hirschberg, que permet estimar l’angle de desviació d’un estrabisme manifest. S'il·luminen els ulls amb la llanterna de butxaca i es demana al/la pacient que miri la llum per a avaluar el reflex cornial d’ambdós ulls. En l’ull sa el reflex estarà majorment centrat a la pupil·la, mentre que a l’ull desviat el reflex es trobarà descentrat. Es mesura la distància del reflex lluminós fins al centre de la pupil·la i per cada mil·límetre es comptabilitza uns 7º de desviació (1º = 2 diòptries prismàtiques)
- La prova de Hirschberg es pot complementar amb prismes per a aconseguir una major aproximació a l’angle de desviació.

- La prova de Krimsky col·loca prismes davant de l’ull fixador fins a aconseguir una simetria en els reflex corneals lluminosos.

- La prova del reflex amb prisma presenta el mateix funcionament, però els prismes es col·loquen davant de l’ull en desviació.

- D’altra banda també es pot dur a terme el cover-uncover test que es basa en la valoració de la resposta de l’ull desviat quan es tapa l’ull fixador, així com la resposta de l’ull fixador quan es destapa. D’aquesta manera, quan tapem l’ull fixador, l’ull desviat adoptarà el paper de fixador i el reflex corneal lluminós es col·locarà al centre de la pupil·la. Es valora tant en la visió de lluny com de prop

Estereòpsia
Es defineix com la capacitat de formació d’una imatge tridimensional a partir de les dues imatges que els ulls capten individualment. Es poden dur a terme diferents proves com la de punts aleatoris (com la TNO que requereix d’unes ulleres vermell-verd per a distingir figures dins unes làmines o la prova de Frisby que, sense ulleres especials, planteja el trobar cercles amagats en làmines d’espessor variable) 
Motilitat musculatura extrínseca
Important la seva valoració a cada visita oftalmològica. En el cas de l'estrabisme suposa una eina per a l'estudi de la musculatura i veure si n’hi ha algun afecte.

## Tractament
El tractament se sol oferir per motiu estètics/socials (per millorar la desviació del paral·lelisme ocular), per repercussions sensorials (com pot ser l’afectació de la visió binocular) o si es considera que la exotropia està present 50% o més de les hores que el pacient està despert. El tractament pot ser quirúrgic, no quirúrgic o una combinació dels dos. Les diferents opcions terapèutiques que es poden oferir al pacient comprenen:
- Exercicis ortòptics: per enfortir els músculs oculars. Poden ser útils en casos d’insuficiència de convergència i en casos de desviacions molt petites.

- Tractament refractiu: indueix la convergència i redueix la quantitat d’exodesviació. Si el pacient té hipermetropia lleugera i bona agudesa visual, no es corregeix el defecte de refracció; mentre que si és una hipermetropia alta, sí. Tant si el pacient té miopia com hipermetropia amb criteris de tractament refractiu, aquest serà en forma de lent divergent (encara que sigui hipermetrop).
- Oclusió a temps parcial: millora el control en la desviació i l'ambliopia.
- Cirurgia: quan empitjora el control i augmenta el temps d’estrabisme manifest. Dona bons resultats a curt termini, però és possible que acabi necessitant més d’una cirurgia en el futur (les recurrències són freqüents). Té un objectiu tant funcional com estètic.

Altres opcions terapèutiques: 
- Prismes: en cas que tingui diplopia pot ser útil. La diplopia és poc freqüent en l'exotropia intermitent.

- Toxina botulínica A: s'injecta en el recte lateral. Permet evitar la cirurgia en nens petits. Els resultats són variables i tenen risc de ptosi. S'utilitzen més en l'endotròpia.
- Observació (watchful waiting).

Els tractaments no quirúrgics tenen com a objectiu la utilització dels dos ulls mitjançant l'eliminació de la supressió, reconèixer la diplopia i construir reserves fusionals. Són els que s'ofereixen primer en cas de petita exodesviació. Si fallen aquestes opcions o l’angle de desviació és molt elevat, es pot optar per una cirurgia. Per tant, la decisió d’operar es basa en l’angle de exodesviació en augment, deteriorament del control de l'estrabisme, descens en l'estereopsia i afectació de la qualitat de vida. 
El tractament de l'estrabisme consta de diferents pilars: tractar el possible defecte de refracció, la oclusió de l’ull o la cirurgia, entre d'altres opcions. Persegueix un objectiu tant funcional (aconseguir la millor cooperació binocular possible) com estètic (recuperar el paral·lelisme dels eixos visuals).
Les cirurgies bàsiques són:
A) la recessió (retroinserció) bilateral del recte lateral 
B) la recessió (retroinserció) unilateral del recte lateral+resecció del recte medial. 
C)la recessió (retroinserció) unilateral del recte lateral 
La intervenció quirúrgica ajusta la posició i longitud dels músculs que actuen en el moviment horitzontal. L’objectiu és la correcció de l'exotròpia i l’alineació binocular normal. La tècnica quirúrgica variarà segons el tipus d’estrabisme divergent: 
Exotròpia bàsica: si l’angle de desviació és el mateix a distància que de prop, es podrà intervenir unilateralment. Aquesta cirurgia consisteix en:  
1. Recessió del recte lateral
2. Incisió a la conjuntiva en una posició inferolateral al limbe.
3. Apartar la fàscia de Tenon per tal d’exposar l'esclera. Separar el recte lateral de l'esclera amb l’ajuda d’un fòrceps. Elevar el múscul amb el fòrceps per assegurar que les fibres s'han separat.
4. Amb una doble agulla suturem el múscul per dos punts (anteroposterior i posteroanterior), a prop de la seva zona d’inserció.
5. Fem una incisió al múscul, en un punt anterior al lloc on hem realitzat les sutures, separant-lo així de la seva zona d’inserció.
6. Marcar la nova zona d’inserció (uns mm posterior a la zona original). Reunir el múscul a l'esclera a la nova posició i tancar la conjuntiva.
7. Ressecció del recte medial:
8. Incisió a la conjuntiva a la zona medial i apartar la fàscia de Tenon per tal d’exposar l'esclera. Localitzar el recte medial.
9. Amb l’ajuda de dos fòrceps, delimitem la zona a seccionar. Marquem la zona posterior a seccionar amb sutures.
10. Secció del múscul (de la zona d’inserció al punt on hem col·locat les sutures, més posterior). Cauteritzar el múscul per la zona de la secció.
11. Marcar el nou punt d’inserció (posterior a la inserció original). Reunir el múscul a l'esclera i tancar la conjuntiva.

Insuficiència de convergència: la magnitud del desviament és major mirant d’a prop. Es pot fer també cirurgia unilateral.
Excés de divergència: la indicació canvia en els casos d’exotropia de lluny. Aquesta forma d’exotropia es caracteritza per un angle de desviació major en la visió de lluny que de prop. En aquests casos, serà preferible fer un abordatge bilateral, concretament un retrocés dels músculs rectes laterals bilateral; la qual es podrà acompanyar d’un reforç del recte mig en funció de la magnitud de l’angle de desviació. D’aquesta manera, es considera que desviacions de fins a 35 diòptries prismàtiques es poden corregir amb retrocés bilateral (de fins a 8-9 mm). Per sobre d’aquesta desviació, és necessari fer un reforçament del múscul recte medial (de fins a 7-8 mm). 
El retrocés bilateral dels rectes laterals consisteix en tallar el recte lateral e en la zona adjacent a la seva inserció. En el seu lloc es deixa es deixa una línia de sutura, els extrems de la qual s'insereixen a la conjuntiva seguint un patró en creu (uns mil·límetres posterior a la inserció inicial). Finalment, s'uneixen els extrems de la sutura, creant una nova inserció del múscul directament a la conjuntiva. A continuació, cal realitzar el mateix procediment al múscul contralateral.
Pel que fa a l’anestèsia, es pot fer de forma tòpica, regional o general. En cas dels nens, farem preferiblement una anestèsia general: inducció anestèsica amb òxid nítric, oxigen i sevoflurà. El manteniment es pot realitzar amb sevoflurà o propofol. Es poden donar supositoris d’acetaminofè pel dolor postoperatori.